# Bibliothek Ets Haim

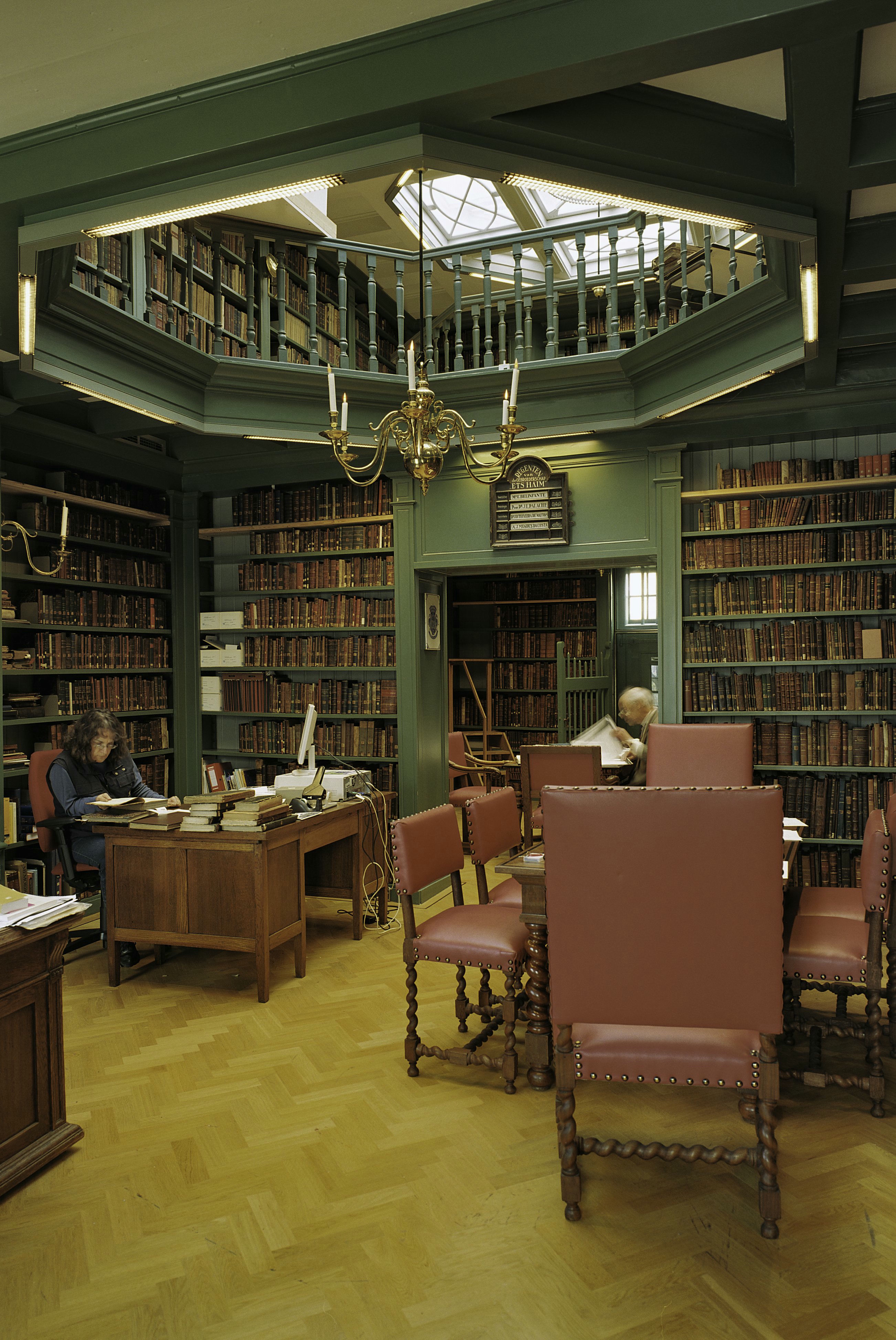
Lesesaal

Die Bibliothek Ets Haim – Livraria Montezinos (etz chajim hebr: „Baum des Lebens“; für Montezinos s. u.) ist eine sephardische Bibliothek in Amsterdam mit langer Tradition. Sie gilt als die älteste noch aktive jüdische Bibliothek.

## Geschichte

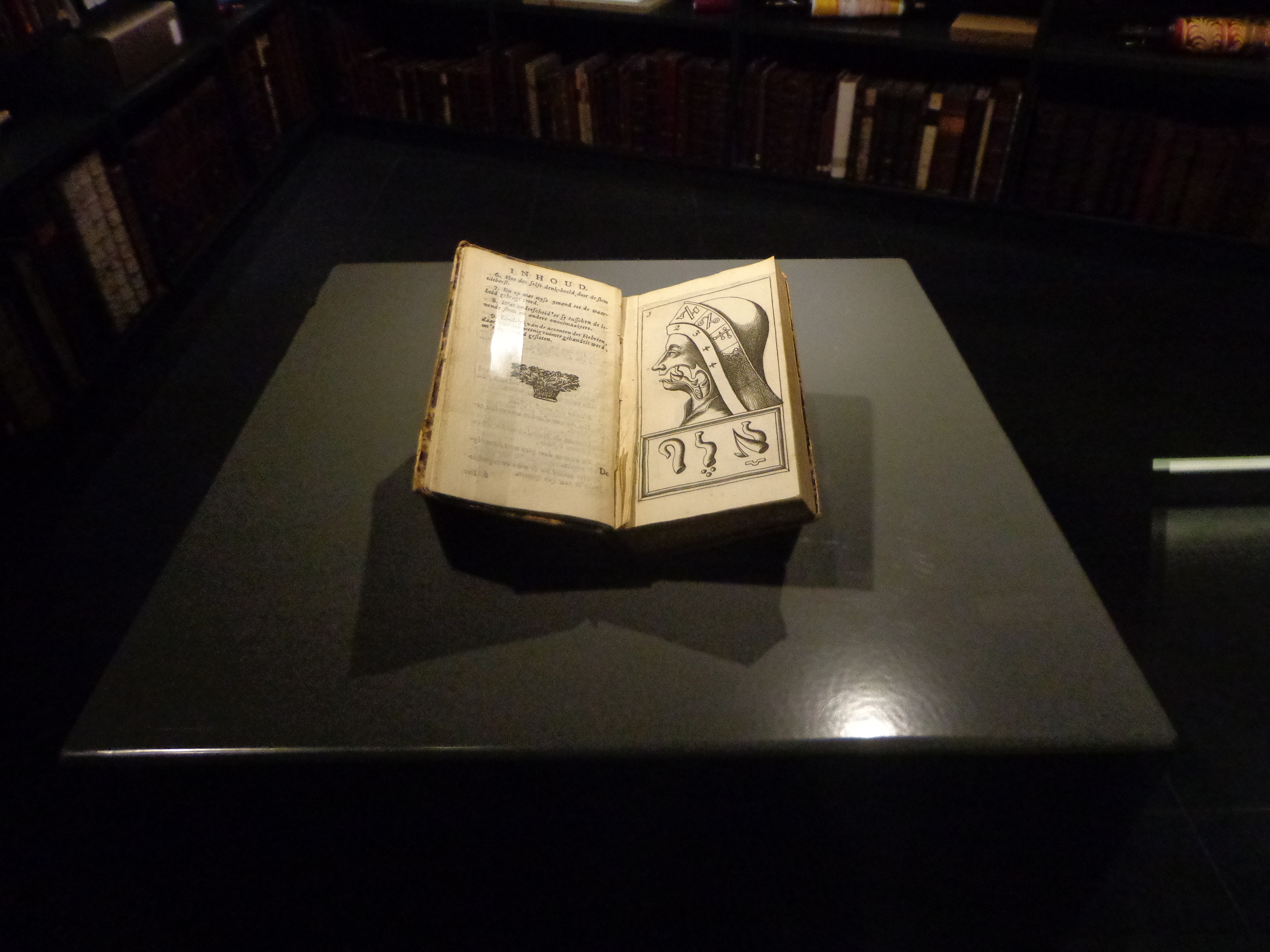
Handbuch zum Erlernen der hebräischen Sprache, 17. Jahrhundert. Ausgestellt als „Schatz des Monats“, August 2016. Aufgeschlagene Seite: der Buchstabe Aleph.

Die Bibliothek wurde 1616 gegründet. Sie war verbunden mit der „Academia y Yesiba Ets Haim“, der Jeschiwa der portugiesischen Gemeinde in Amsterdam. Seit 1675 befindet sich die Bibliothek im Gebäudekomplex der Gemeinde bei der Portugiesischen Synagoge.
Der Namenszusatz „Livraria Montezinos“ geht auf den Bibliothekar David Montesinos, zurück, der der Bibliothek 1889 wertvolle Handschriften und Bücher schenkte.
Der Bestand wurde von den Nationalsozialisten während der Besatzung der Niederlande nach Deutschland verschleppt, konnte aber nach dem Krieg weitgehend unbeschädigt geborgen werden.
Da der Gemeinde die nötigen Mittel zur Erhaltung fehlten, wurden die Handschriften und wertvolle Drucke als Leihgabe in die Jüdische National- und Universitätsbibliothek in Jerusalem gebracht. Nachdem seit 1998 die Bibliothek mit finanzieller Hilfe des niederländischen Denkmalamtes restauriert werden konnte, kehrten die ausgeliehenen Dokumente im Jahr 2000 zurück.
Ebenfalls im Jahr 1998 wurde die Bibliothek in die Liste der nationalen Kulturgüter der Niederlande aufgenommen. Seit 2003 steht sie auf der Liste des Weltdokumentenerbes der UNESCO.

## Bestand
Der Bestand umfasst etwa 500 Handschriften und 30.000 gedruckte Werke in 20.000 Bänden, vor allem Judaica, mehr als die Hälfte davon in hebräischer Schrift. Daneben verfügt die Bibliothek über Werke in Portugiesisch, Spanisch, Latein, Niederländisch, Deutsch und Jiddisch. Die Handschriften sind meist von Mitgliedern der Jeschiwa geschrieben worden. Zu den wertvollsten Beständen der Bibliothek gehören sechs hebräische Inkunabeln sowie je 400 hebräische, spanische oder portugiesische Unikate. Die älteste Handschrift ist eine Teilabschrift der Mischneh Torah des Maimonides aus dem Jahr 1282. Eine elektronische Katalogisierung der Bestände ist momentan (2009) in Arbeit.

## Die Jeschiwa
Die „Academia y Yesiba Ets Haim“ bildete Rabbiner und Lehrer für die sephardischen Gemeinden in den Niederlanden und ihren Kolonien aus. Die Studenten kamen meist aus den ärmeren Schichten der Amsterdamer Gemeinde, da ausschließlich für sie Stipendien zur Verfügung gestellt wurden. Der Unterricht wurde in altersgestaffelten Klassen in getrennten Räumen erteilt und umfasste für die Anfänger Übersetzungsübungen der Thora ins Spanische und hebräische Grammatik, für die Fortgeschrittenen Talmudstudien.
Das Modell basierte auf mittelalterlichen spanischen Traditionen und machte in der äußeren Form vermutlich Anleihen bei den Jesuitenkollegien, die einige der Conversos in Spanien besucht hatten.
Seit 1753 gab die Schule eine Schriftenreihe mit Responsen (Rechtsgutachten) unter dem Titel Pri ets hayim („Früchte des Lebensbaumes“) heraus.